# Friedrich-Bergius-Schule
Die Friedrich-Bergius-Schule ist eine integrierte Sekundarschule im Berliner Ortsteil Friedenau des Bezirks Tempelhof-Schöneberg. Namensgeber ist der Chemiker Friedrich Bergius. Der repräsentative und historisierende Bau weist sowohl Anklänge an die beginnende Moderne wie auch Reminiszenzen an die Renaissance auf und ist reich mit Skulpturen versehen. Trotz einiger Schäden im Zweiten Weltkrieg sind wesentliche Ausstattungsdetails erhalten geblieben. Die Schule ist die älteste Lehranstalt Friedenaus und wird als Denkmal geführt.
Im Jahr 2024 erhielt die Friedrich-Bergius-Schule mediale Aufmerksamkeit wegen Gewaltausbrüchen an der Schule.

## Lage
Das Schulgebäude befindet sich auf dem Grundstück Perelsplatz (früher: Maybachplatz) 1–9, Handjerystraße 95–97 und Lauterstraße 41/42, nicht weit entfernt vom S- und U-Bahnhof Bundesplatz und vom U-Bahnhof Friedrich-Wilhelm-Platz. Das Schulgebäude bildet mit dem benachbarten Schuldirektorenwohnhaus eine Gesamtanlage.
In den Räumlichkeiten der Schule ist auch das Stadtteilmuseum Friedenau untergebracht.

## Geschichte

Ehemaliger Maybachplatz, heute: Perelsplatz, mit der Schule im Jahr 1908

Am 20. April 1901 erfolgte die Grundsteinlegung zum Bau des damaligen – im Stil der Neorenaissance errichteten – Gymnasiums Friedenau nach Plänen der Architekten Paul Engelmann und Erich Blunck. Die Bauleitung hatte der Architekt Johannes Duntz. Die Kosten für die Bauarbeiten wurden mit 435.000 Mark (kaufkraftbereinigt in heutiger Währung: rund 3,62 Millionen Euro) für das Schulgebäude, 51.000 Mark für die Turnhalle und 40.000 Mark für Innenausstattung (für die Schule) bzw. 7.000 Mark (für die Turnhalle) angegeben. Nach zweijähriger Bauzeit wurde die Schule am 18. April 1903 als Gymnasium zu Friedenau eingeweiht.
Das Gymnasium wurde nach dem Zweiten Weltkrieg geschlossen. 1958 eröffnete im gleichen Gebäude die Friedrich-Bergius-Oberschule als Realschule.
Ab spätestens 2024 kam die Schule vermehrt wegen häufiger Gewalt- und Straftaten in die Schlagzeilen. Die Lehrer berichteten von einer hohen Gewaltbereitschaft unter vorwiegend männlichen Schülern, von denen einige zum Teil kein Deutsch sprächen und/oder nie zuvor eine Schule besucht hätten. Auch über das Zünden von Feuerwerkskörpern auf dem Schulhof sowie das Bewerfen von Lehrern und Schülern mit Gegenständen und das Filmen von Schülern auf den Toiletten wurde berichtet. Benachbarte Geschäfte hätten den Schülern der Schule bereits Hausverbote erteilt. Das RBB berichtete von regelrechten „Jagden“ auf einzelne Schüler. Ende November 2024 richteten die Schulleitung und die Lehrkräfte einen siebenseitigen Brandbrief über die Betreuungssituation und wiederkehrende Regelbrüche von Schülergruppen an die Berliner Schulverwaltung. Anfang Januar 2025 berief Bildungssenatorin Katharina Günther-Wünsch die bisherige Rektorin von ihrer Stelle ab.

## Architektur
Das viergeschossige Gebäude, für dessen Fassaden Nesselberger Sandstein und Cottaer Sandstein mit Putzflächen verwendet wurden, stellt einen L-förmigen Grundriss dar, sodass der winkelförmige Schulbau den nördlich gelegenen Schulhof einfasst. Die Ecke Perelsplatz/Handjerystraße wird durch einen mächtigen Turm betont. Der Eckturm wird durch vier Schildgiebel über dem obersten Turmgeschoss, einen sich darüber erhebenden achteckigen Turmaufsatz (mit Ausguck und Uhren auf allen vier Seiten) sowie einen entsprechenden Helm bekrönt. Unterhalb des Turms ist das Friedenauer Wappen mit dem Friedensengel als Relief ausgeführt.
Die viergeschossigen Flügel des Schulbaus werden im Norden und im Osten durch um ein Geschoss erhöhte Querbauten abgeschlossen, die hohe Mansarddächer aufweisen. Der Haupteingang ist im Ostflügel am Perelsplatz, sein Säulenportal mit kleiner Freitreppe und gewölbtem Dach ist mit Skulpturen reich versehen: Am Mittelpfeiler des Eingangs ist St. Michael als Drachentöter dargestellt. Verschiedene Sinnsprüche zieren die Frontseite der Fassade und den Sturz des Portals, beispielsweise „Wie die Saat, so die Ernte“ oder „Es ist noch kein Meister vom Himmel gefallen“.

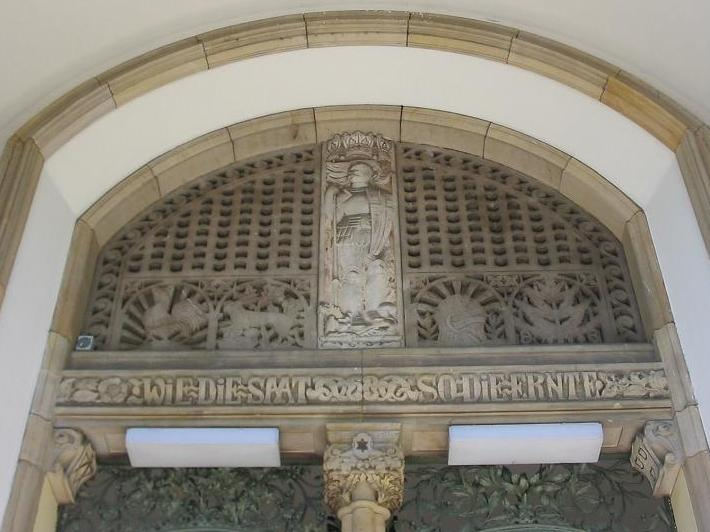
Hauptportal mit der Inschrift
„Wie die Saat so die Ernte“

Im Ostflügel befinden sich an der Südseite außer der Halle mit der großen Haupttreppe die Verwaltungsräume und im Querbau die zweigeschossige Aula mit Bühne. Die Lage der großzügig gestalteten Aula ist von außen an den hohen Fenstern auf der rechten Seite der Eingangsfront erkennbar. Das Schulgebäude bildet mit dem benachbarten ehemaligen Schuldirektorenwohnhaus (aktuell ein Kindergarten) und der sich hieran anschließenden alten Turnhalle aus dem Jahr 1960 sowie dem begrünten Pausenhof und dem großen Sportplatz eine Gesamtanlage. Die seinerzeit gleichzeitig mit der Schule errichtete Turnhalle im Norden an der Handjerystraße ist im Zweiten Weltkrieg zerstört worden. Auf einem Teil des Schulhofes wurde in den 1990er Jahren eine neue Sporthalle errichtet.
In der gegenüberliegenden Handjerystraße 2 stürzte während der Berliner Luftbrücke, die anlässlich der Blockade Berlins 1948/1949 eingerichtet wurde, am 25. Juli 1948 ein Rosinenbomber ab und beschädigte das Gebäude schwer. Das Dach der Schule wurde dabei ebenfalls in Mitleidenschaft gezogen. Eine Gedenktafel am Haus Handjerystraße 2 erinnert an die beiden US-Piloten, die damals ums Leben kamen. Das Gymnasium wurde wegen der Kriegs- und Nachkriegsfolgen geschlossen. Nachfolgerin wurde 1958 die Friedrich-Bergius-Oberschule, die das Gebäude übernahm und bis 2010 eine Realschule war.
Eine hohe Stele im nördlichen Vorgarten zeigt das Reliefbildnis Martin Luthers mit dem Vers „Ein feste Burg ist unser Gott“ und auf der Rückseite das Bildnis Otto von Bismarcks mit dessen Wahlspruch „In Trinitate Robur“ (‚In der Dreifaltigkeit liegt die Kraft‘).
Das Gebäude wird in der Berliner Denkmalliste unter der Objektnummer 09066263 geführt.

## Ziele der Schule
Die pädagogische Arbeit der Schule steht unter folgendem Motto:

„Leistung fordern – Sozialverhalten fördern – Berufsfähigkeit erreichen“

Am Ende der 10. Klasse erwerben die Schüler der Friedrich-Bergius-Schule durch eine Abschlussprüfung den Mittleren Bildungsabschluss (früher: Realschulabschluss oder Mittlere Reife), der bei einem entsprechenden Notendurchschnitt zum Besuch der gymnasialen Oberstufe berechtigt.
Eine intensive Zusammenarbeit der Friedrich-Bergius-Schule mit zahlreichen Ausbildungsbetrieben, der Industrie- und Handelskammer (IHK Berlin), weiterführenden Schulen sowie das von der Europäischen Union finanzierte Projekt Job coaching erleichtern den Absolventen den Berufseinstieg.
In einem Artikel der Frankfurter Allgemeine Zeitung wird die Schule als Beispiel für einen erfolgreichen Kampf gegen Schulschwänzerei genannt.

## Berichte über Gewaltausbrüche
Die Friedrich-Bergius-Schule war im November 2024 in die Schlagzeilen geraten, weil das Kollegium in einem Brandbrief von Problemen mit aggressiven, gewaltbereiten und bildungsfernen Schülern berichtet hatte, die zum Teil kein Deutsch sprächen und zuvor noch nie eine Schule besucht hätten. Es gebe eine „bedrohliche Gewaltbereitschaft und verbale Übergriffe“ vor allem der männlichen Schüler.
Am 18. Januar 2025 wurde berichtet, dass ein Schüler aus der siebten Klasse in einen Supermarkt flüchten musste, weil er von dutzenden Mitschülern mit Messern, Baseballschlägern und Schlagringen „gejagt“ wurde. Rund zwei Wochen später, am 30. Januar, hat ein 15-jähriger Schüler einem Mitschüler Reizgas ins Gesicht gesprüht und dadurch insgesamt zwölf Kinder durch Atemwegs- und Augenreizungen leicht verletzt. Anlass soll gewesen sein, dass der Mitschüler die Schwester des Täters beleidigt habe. In beiden Fällen musste die Polizei eingreifen.

## Bekannte Schüler
Zahlreiche Persönlichkeiten haben hier ihre Schulausbildung erhalten, unter anderem:
- Walter Hoffmann-Axthelm (1908–2001), Arzt und Medizinhistoriker
- Friedrich Justus Perels (1910–1945), Jurist und NS-Widerstandskämpfer, Namensgeber des vor der Schule liegenden Platzes
- Friedrich Luft (1911–1990), Theaterkritiker („Stimme der Kritik“ im RIAS),
- Günther Smend (1912–1944), NS-Widerstandskämpfer
- Karl-Eduard von Schnitzler (1918–2001), Journalist (Der schwarze Kanal im DDR-Fernsehen)
- Egon Bahr (1922–2015), SPD-Bundesminister
- Peter Lorenz (1922–1987), Politiker (CDU)

## Sonstiges
Im Jahr 2008 diente die Schule als Drehort für den Fernsehfilm  1:0 für das Glück sowie 2009 für die erste Staffel der in Echtzeit erzählten Abenteuerserie Allein gegen die Zeit, die im KI.KA ausgestrahlt wurde. Darüber hinaus wurden im Jahr 2017 Szenen für die ZDF-Fernsehreihe Ku’damm 59 gedreht, in denen die Schule als Gerichtsgebäude zu sehen ist. Weiterhin spielten Szenen in der 2021er ARD-Komödie Sportabzeichen für Anfänger und der Miniserie Tina mobil aus dem gleichen Jahr in der Schule. Einige Sequenzen der norwegische Politthriller-Fernsehserie Furia wurden 2021 in der Schule gedreht. 2022 war die Schule Drehort der Filmkomödie Lehrer kann jeder!